# Championnats de Guam de cyclisme sur route
Les championnats de Guam de cyclisme sur route sont les championnats nationaux de cyclisme sur route organisés par la Fédération cycliste de Guam. Jusqu'en 2023, la course en ligne est disputée dans le cadre du Tour de Guam.

## Palmarès des championnats masculins

### Course en ligne
| Année | Vainqueur             | Deuxième              | Troisième             |
| ----- | --------------------- | --------------------- | --------------------- |
| 2000  | Greg Jackson          | Jazy Garcia (en)      | Derek Horton (en)     |
| 2010  | Jazy Garcia (en)      | Ben Ferguson          | Derek Horton (en)     |
| 2011  | Peter Lombard II (en) | Derek Horton (en)     | Mark Walters          |
| 2012  | Peter Lombard II (en) | Derek Horton (en)     | Cameron O'Neal        |
| 2013  | Jonathan Martin       | Jeffrey Phillips      | Randy Reeves          |
| 2014  | Peter Lombard II (en) | Patrick Camacho       | Shishin Miyagi        |
| 2015  | Peter Lombard II (en) | Patrick Camacho       | Jonathan Martin       |
| 2016  | Patrick Camacho       | Jonathan Martin       | Dan Aponik            |
| 2017  | Jake Jones            | Jonathan Martin       | Dan Aponik            |
| 2018  | Dan Aponik            | Jake Gimoto           | Jonathan Martin       |
| 2019  | Dan Aponik            | Tim Beauchamps        | Jake Gimoto           |
| 2020  | Annulé                |                       |                       |
| 2021  | Ryan Matienzo         | Jonathan Martin       | Dan Aponik            |
| 2022  | Blayde Blas           | Peter Lombard II (en) | Edward Oingerang      |
| 2023  | Blayde Blas           | Edward Oingerang      | Peter Lombard II (en) |
| 2024  | Non-attribué          |                       |                       |
| 2025  | Blayde Blas           | Edward Oingerang      | Jonathan Martin       |

### Contre-la-montre
| Année | Vainqueur  | Deuxième          | Troisième    |
| ----- | ---------- | ----------------- | ------------ |
| 2024  | Dan Aponik | Derek Horton (en) | Jacob Torres |

## Palmarès des championnats féminins

### Course en ligne
| Année | Vainqueur           | Deuxième      | Troisième |
| ----- | ------------------- | ------------- | --------- |
| 2016  | Jennifer Camacho    | Mylene Garcia |           |
| 2017  | Kristina Ingvarsson |               |           |
| 2018  | Mylene Garcia       |               |           |
| 2019  | Joyce Calma         |               |           |
| 2020  | Annulé              |               |           |
| 2021  | Joyce Calma         |               |           |
| 2022  | Joyce Calma         |               |           |
| 2023  | Kristen Lombard     |               |           |
| 2024  | Non-attribué        |               |           |
| 2025  | Kristen Lombard     |               |           |

### Contre-la-montre
| Année | Vainqueur      | Deuxième      | Troisième |
| ----- | -------------- | ------------- | --------- |
| 2024  | Blanda Camacho | Tara Tydingco |           |